# 환락간선
환락간선(중국어: 欢乐干线)은 선전 시를 동서로 가로지르는 모노레일 노선이다.

## 역 일람
환락곡 역(欢乐谷站), 카툰 스트리트 역(卡通街站), 생태광장 역(生态广场站), 화샤 예술센터 역(华夏艺术中心站), 민속촌 역(民俗村站), 민속촌 해변역(民俗村海滨站), 동방화원 역(东方花园站), 세계의 창 역(世界之窗站)